# La Tessoualle
La Tessoualle – miejscowość i gmina we Francji, w regionie Kraj Loary, w departamencie Maine i Loara.
Według danych na rok 2010 gminę zamieszkiwało 3 059 osób, a gęstość zaludnienia wynosiła 144 osoby/km².